# Croix d'Uffarges
La croix d'Uffarges est une croix monumentale située à Saint-Julien-d'Ance, en France.

## Généralités
La croix est située devant la chapelle d'Uffarges, sur le territoire de la commune de Saint-Julien-d'Ance, dans le département de la Haute-Loire, en région Auvergne-Rhône-Alpes, en France.

## Historique
La croix est datée du XVIe siècle, bien que la date gravée sur le fut (1701) laisse penser plutôt à une réédification.
La croix est inscrite au titre des monuments historiques par arrêté du 11 juin 1930.

## Description
Le fut est de section cylindrique et surmonté d'un chapiteau ionique. Le croisillon est de section carrée et ses extrémités sont terminés par des fleurons cruciformes,.
Au niveau iconographique, la croix présente un Christ et de l'autre côté, une vierge de pitié, assise et tenant le corps de jésus à sa descente de croix sur ses genoux,.